# Katalin Ladik
Pour les articles homonymes, voir Ladik.
Katalin Ladik, née le 25 octobre 1942 à Novi Sad en Voivodine, est une poétesse, performeuse et cinéaste hongroise. Elle vit et travaille en Hongrie, en Serbie ou en Croatie.

## Biographie
Katalin Ladik grandit en Yougoslavie. De 1963 à 1977, elle est animatrice à Radio Novi Sad. De 1977 à 1992, elle est membre de la troupe de théâtre d'avant-garde Bosch+Bosch dans la ville de Subotica. En 1992, elle s'installe à Budapest. Katalin Ladik vit et travaille alternativement à Novi Sad en Serbie, à Budapest et sur l'île de Hvar en Croatie.
Elle utilise la poésie visuelle, le mail art, les pièces radiophoniques, la prose, le collage, la photographie, le cinéma et la musique expérimentale comme supports artistiques. Katalin Ladik explore le langage à travers des expressions visuelles et vocales, ainsi que des mouvements et des gestes. Katalin Ladik intervient dans le cadre de performances, happenings et pièces de théâtre.
Elle se fait connaître en Hongrie dans les années 1960 pour ses performances féministes, qu'elle associe à diverses formes d'art comme la poésie sonore. Dans la performance Vabljene de 1970, vêtue d'une peau d'ours, elle récite un poème sonore chamanique. Utilisant une cornemuse traditionnelle hongroise, une caisse claire et un archet, elle rappelle le droit à la liberté artistique, dans un monde dominé par les hommes.
En 2010, une rétrospective a eu lieu au Musée d'art contemporain de Voïvodine à Novi Sad. En 2017, elle participe à la documenta 14.
Elle fait partie de L'Avant-garde féministe des années 1970 de la collection Sammlung Verbund. En 2023, la Haus der Kunst à Munich lui consacre une rétrospective.